# لجعه (القويعية)
لجعه، هي قرية من فئة (ب) تقع في محافظة القويعية، والتابعة لمنطقة الرياض في السعودية. وتبعد لجعه عن محافظة القويعية بمسافة تقارب (70) كم.